# East Butterwick
East Butterwick är en civil parish i Storbritannien. Den ligger i kommunen North Lincolnshire och riksdelen England, i den sydöstra delen av landet, vid floden Trents östra sida. I området finns jordbruksmark.